# فلورین استتهایمر
فلورین استتهایمر (تولد ۱۹ اوت ۱۸۷۱ – درگذشت ۱۱ مه ۱۹۴۴)، نقاش، شاعر و نمایشنامه‌نویس اهل نیویورک بود. از دیگر فعالیت‌های این هنرمند می‌توان به طراحی مبلمان و قاب‌های عکس، طراحی صحنه و لباس و میزبانی محافل هنری اشاره کرد. در سال ۱۹۳۸ هنگامی که کیوریتور موزه هنرهای مدرن اولین نمایشگاه هنر آمریکایی را به اروپا اعزام کرد، استتهایمر و جورجیا اوکیف تنها زنانی بودند که کارشان در زمره کارهای انتخاب شده قرار داشت.

## مرگ
در ۱۱ مه ۱۹۴۴، استتهایمر در بیمارستان نیویورک بر اثر سرطان درگذشت. خواهرانش اتی و کری (که دومی چند هفته بعد به طرز غیرمنتظره‌ای درگذشت) و وکیلش جوزف سلیمان در زمان مرگش حضور داشتند. برخلاف سایر اعضای خانواده‌اش که در مقبره خانوادگی دفن شده‌اند، به خواسته خودش، جسدش سوزانده شد و چند سال بعد، اتی و سلیمان خاکسترش را در رودخانه هادسون پراکندند. استتهایمر تمایل داشت که همه کارهایش به عنوان یک مجموعه به یک موزه اهدا شود اما چون پیدا کردن موزه‌ای که مجموعه آثار او را یک جا نمایش دهد بسیار دشوار بود، در خواسته خود تجدید نظر کرد و خواهرش را به عنوان متولی آثار خود تعیین کرد تا آثارش فروخته نشود، بلکه به موزه‌های سراسر کشور اهدا شود. اتی این وظیفه را به دوستان سلیمان و استتهایمر واگذار کرد که نقاشی‌های استتهایمر را به بیشتر موزه‌های بزرگ هنری ایالات متحده، از جمله موزه هنر متروپولیتن اهدا کردند.